# Биляна Филиповска
Биляна Филиповска (на македонска литературна норма: Билјана Филиповска) е архитектка от Северна Македония.

## Биография
Родена е в 1949 година в Скопие, тогава във Федеративна народна република Югославия. Завършва архитектура в Социалистическа република Словения. Работи в студиото на архитект Александър Блайвайс, след което се връща в Скопие и работи в бюро „Архитект“, „Пелагония проект“ и „Македония проект“. В 2000 година формира собствено бюро „Студио 2000“.
Сред най-важните ѝ дела са Олимпийския басейн в Скопие, Пощата в Неготино, Пощата в Щип, търговския център „Сектрон“, жилищни блокове в Капищец.
В 2017 година получава наградата за цялостно творчество „Андрей Дамянов“.